# Pee Wee Ellis

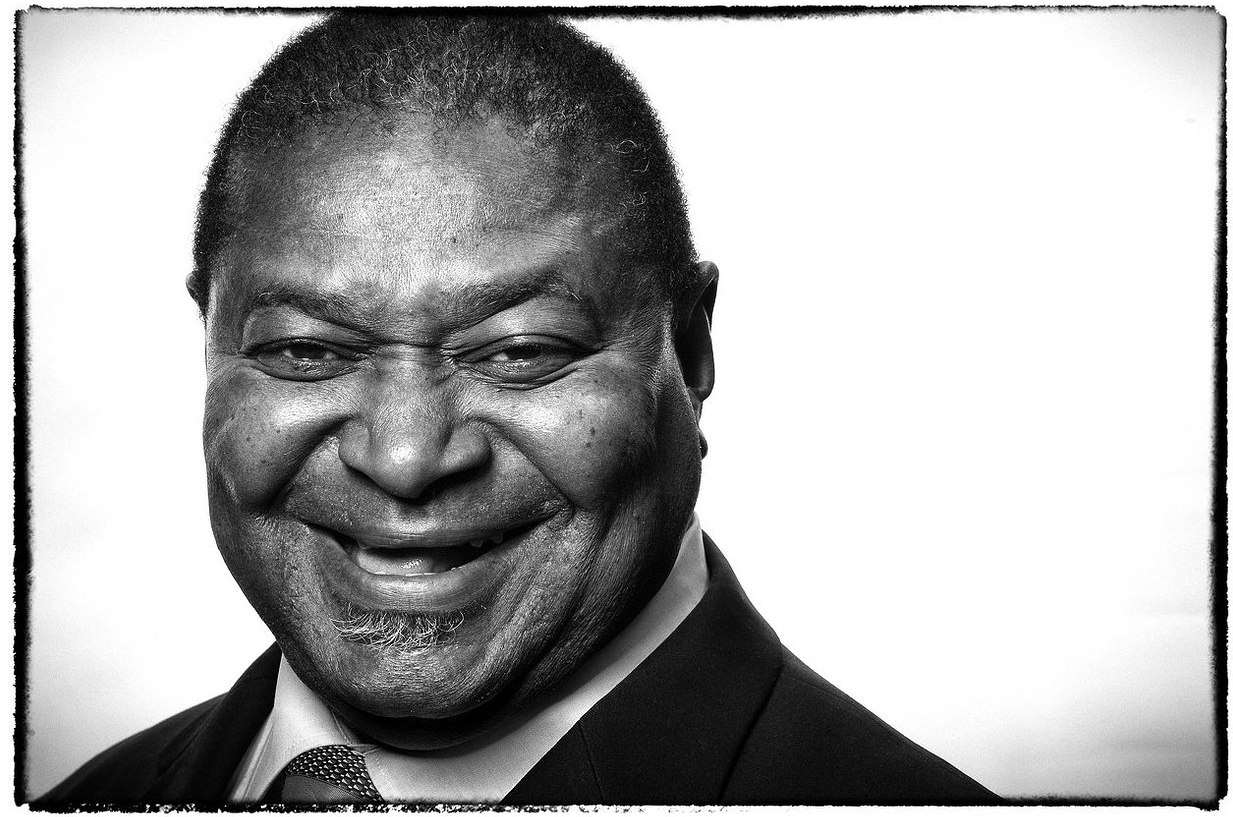
Pee Wee Ellis em 2012

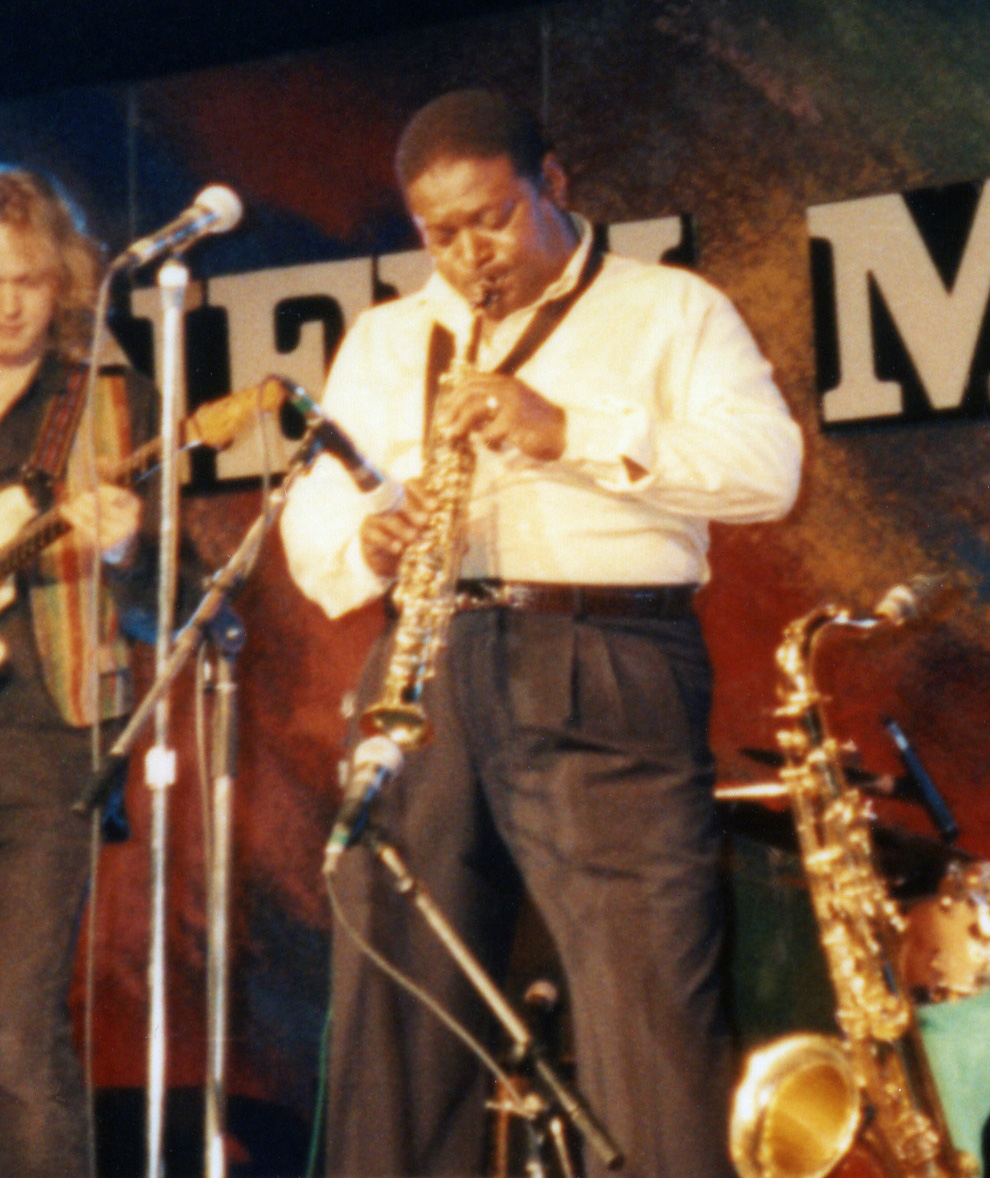
Pee Wee Ellis, 1996 em Paris (Jazz Club: New Morning) com sua banda Assembly

Alfred "Pee Wee" Ellis (Bradenton, 21 de abril de 1941 – 25 de setembro de 2021) foi um saxofonista, compositor e arranjador americano. Foi um importante membro da banda de James Brown nos anos 1960, aparecendo em muitas das mais notáveis gravações Brown e co-escrevendo sucessos como  "Cold Sweat" e "Say It Loud – I'm Black and I'm Proud". Também trabalhou com Van Morrison.
No filme biográfico de 2014 Get on Up sobre a vida de James Brown, Ellis é interpretado por Tariq Trotter (Black Thought, MC do grupo The Roots).
Nos últimos anos, passou a residir na Inglaterra, vivendo na cidade de Frome no distrito de Somerset.

## Discografia selecionada[2]

### Gravações solo
- 1992 Blues Mission (Gramavision)
- 1993 Twelve and More Blues (Minor Music)
- 1994 Sepia Tonality (Minor Music)
- 1995 Yellin Blue
- 1996 A New Shift (Minor Music)
- 1997 What You Like (Minor Music)
- 2000 Ridin Mighty High (Skip Records)
- 2001 Live and Funky (Skip Records)
- 2005 Different Rooms (Skip Records)
- 2011 Tenoration (Art of Groove, MIG-Music)
- 2013 The Spirit of Christmas (Minor Music GmbH)
- 2015 The Cologne Concerts (Minor Music GmbH)

### Com James Brown
- Star Time - box set com quatro CDs

### Com Van Morrison
- 1979 Into the Music (Polydor)
- 1980 Common One (Polydor)
- 1982 Beautiful Vision (Polydor)
- 1983 Inarticulate Speech of the Heart (Polydor)
- 1984 Live at the Grand Opera House Belfast (Polydor)
- 1985 A Sense of Wonder (Polydor)
- 1995 Days Like This (Polydor)
- 1996 How Long Has This Been Going On (Mercury) - Top Jazz Album - #1
- 1996 Tell Me Something: The Songs of Mose Allison (Verve) - Top Jazz Album - #1
- 1997 The Healing Game (Mercury)
- 1998 The Philosopher's Stone (Polydor)
- 1999 Back on Top (Polydor)
- 2006 Live at Montreux 1980/1974 DVD (Exile)

### Com The JB Horns
- 1990 Finally Getting Paid (Minor Music)
- 1991 Pee Wee, Fred and Maceo (Gramavision)
- 1993 Funky Good Time - Live (Gramavision)
- 1994 I Like It Like That

### ComMaceo Parker
- 1990 Roots Revisited (Minor Music)
- 1991 Mo Roots (Minor Music)
- 1992 Life On Planet Groove (Minor Music)
- 1993 Southern Exposure (Minor Music)
- 1994 Maceo (Minor Music)

### Outros
Com Brass Fever
- Time Is Running Out (Impulse!, 1976)

Com Hank Crawford
- It's a Funky Thing to Do (Cotillion, 1971)

Com Jack McDuff
- The Fourth Dimension (Cadet, 1974)
- Magnetic Feel (Cadet, 1975)

Com Shirley Scott
- Mystical Lady (Cadet, 1971)

Com Sonny Stitt
- Dumpy Mama (Flying Dutchman, 1975)

Com Ali Farka Touré
- Savane (World Circuit, 2006)

Com vários artistas
- Goin' Home: A Tribute to Fats Domino (Vanguard, 2007)[3]

Com Ginger Baker
- Why? (Motema Music, 2014)